# Альтманнштайн
Альтманнштайн (нім. Altmannstein) — громада в Німеччині, розташована в землі Баварія. Підпорядковується адміністративному округу Верхня Баварія. Входить до складу району Айхштет.
Площа — 114,29 км2. Населення становить 7038 ос. (станом на 31 грудня 2020).

## Люди
- Іґнац Ґюнтер — німецький митець[2].